# Шосе дурнів
«Шосе дурнів» (англ. Fools' Highway) — американська мелодрама режисера Ірвінга Каммінгса 1924 року.

## У ролях
- Мері Філбін — Мамі Роуз
- Пет О'Меллі — Майк Кілдер
- Вільям Кольє молодший — Макс Девідсон
- Лінкольн Пламмер — Майк Флавін (бос)
- Едвард Брейді — Джекі Дудл
- Макс Девідсон — Старий Леві
- Кейт Прайс — місіс Фланніган
- Чарльз Мюррей — батько Мамі
- Джеймс Шерідан — Оле Ларсен
- Стів Мерфі — Чак Коннорс
- Том О'Браєн — Філадельфія О'Браєн